# Andreas Carlgren

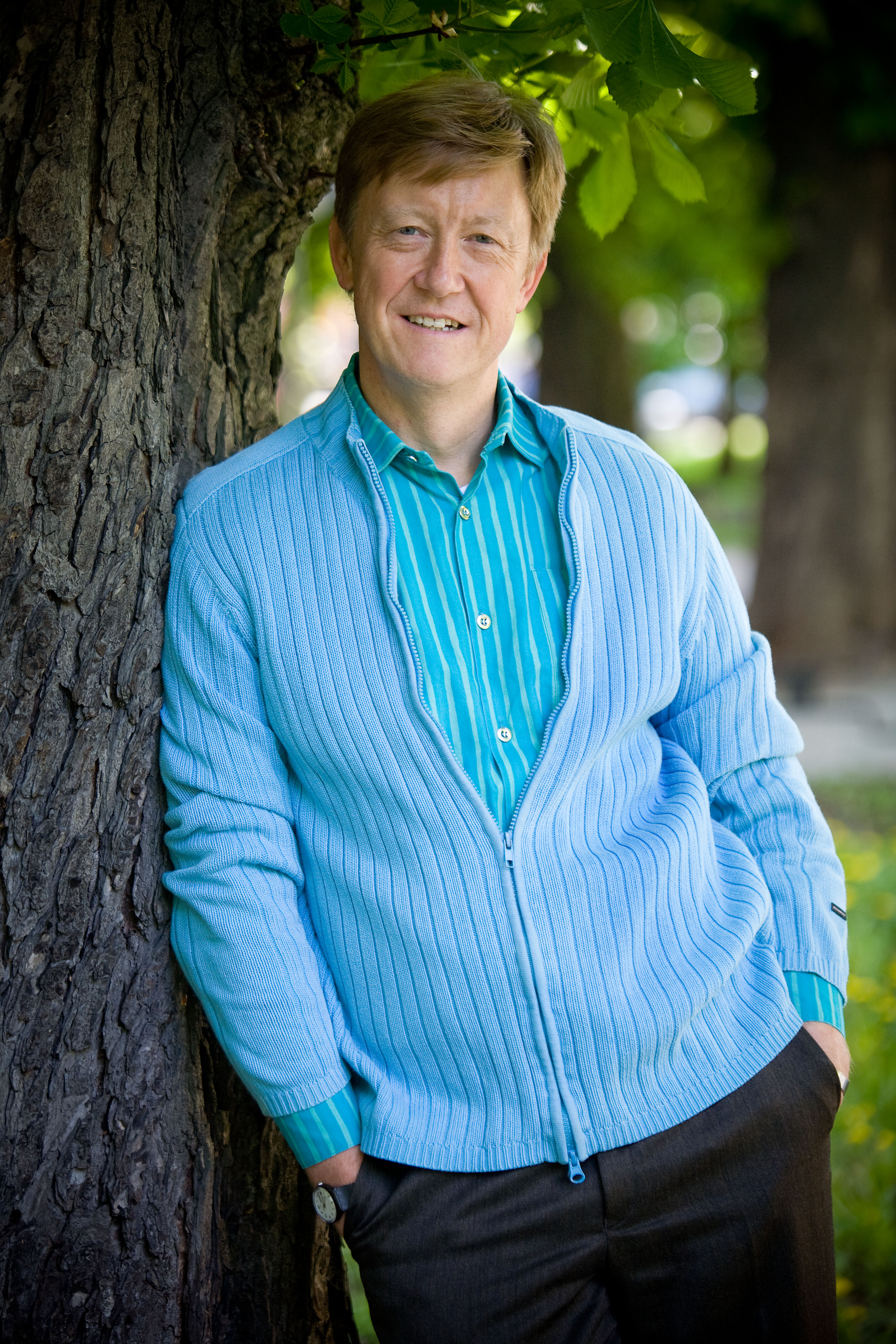
Andreas Carlgren (2008)

Andreas Carlgren (* 8. Juli 1958 in Västra Ryd, Gemeinde Upplands-Bro) ist ein schwedischer Politiker. Er gehört der Zentrumspartei an und war zwischen dem 6. Oktober 2006 und dem 29. September 2011 Umweltminister in der Regierung Reinfeldt.
Nach unabgeschlossenem Lehramtsstudium an der Universität Stockholm leitete er zwischen 1984 und 1987 zunächst die Jugendorganisation der Zentrumspartei. Von 1990 bis 1994 war er Ratsmitglied der Gemeinde Ekerö, anschließend von 1994 bis 1998 Mitglied des Reichstages. Seiner Partei diente er zwischen 1992 und 2000 als Vizevorsitzender. Von Januar 2000 bis Oktober 2006 stand er dem schwedischen Integrationsverket als Generaldirektor vor.
In den 1970er Jahren gehörte Carlgren der Protestbewegung an, die gegen das Kernkraftwerk Barsebäck demonstrierte. Aufgrund des Klimawandels entwickelte er sich später zu einem vorsichtigen Befürworter der Kernkraft. Im Juni 2010 hatte er maßgeblichen Anteil daran, dass das Verbot für den Neubau von Kernreaktoren in Schweden aufgehoben wurde.
Am 29. September 2011 wurde Carlgren im Zuge einer Kabinettsumbildung von Lena Ek als Umweltminister abgelöst. Er gab bei dieser Gelegenheit auch sein Reichstagsmandat auf. Seitdem lehrt er am Newmaninstitut in Uppsala, einer Hochschule für Katholische Theologie, Philosophie und Kulturwissenschaften.
Der bekennende Katholik Andreas Carlgren war der erste schwedische Minister, der offen in einer gleichgeschlechtlichen Beziehung lebt. Er ist in zweiter Ehe mit dem bildenden Künstler Tomas Harila verheiratet und Vater dreier Kinder aus einer vorangegangenen Ehe.